# Ivan Pojarliev
Ivan Petrov Pojarliev (en bulgare : Иван Петров Пожарлиев) est un révolutionnaire et colonel (polkovnik) dans l'armée bulgare.

## Débuts

### Naissance
Ivan Pojarliev est né le 14 septembre 1868,, 
à Enidje Vardar (à l'époque dans l'Empire ottoman, 
aujourd'hui Giannitsá en Grèce).
Il est le frère du voïvode Thomas Pojarliev (bg).

### Études
Ivan Pojarliev est diplômé en 1891,, de la sixième promotion du lycée bulgare de garçons de Thessalonique, où il rencontre Konstantin Kondov (bg). Ce dernier, dans ses souvenirs, a évoqué cette période, qui dut être décisive pour Ivan Pojarliev :

« En raison du climat russe rigoureux et de la maladie de l'année suivante 1889, mes parents m'ont envoyé étudier au lycée bulgare de Thessalonique. Pour une cotisation annuelle de vingt livres turques, j'entrai dans la pension du lycée, qui était hébergée dans un immense bâtiment délabré appartenant au grec Spadoni, dans le quartier de Saint-Athanase, en face d'un tekké derviche. Dans la pension et au lycée, j'ai trouvé des représentants de toutes les routes de la Macédoine pittoresque et fabuleuse.
Il y avait des montagnards blonds et élancés de Debăr, de vifs et enflammés d'Ohrid, Bitola, Prilep, d’invincibles à la lutte, de Chtip, Koumanovo et Kotchan, de rudes habitants du Vardar, de Tetovo, Skopje, Vélès, Tikvech, des Bulgares têtus et fermes de Koukouch, Enidje Vardar, Voden et Kostour, des fourmis silencieuses et modestes de Serrès, Dráma et Nevrokop et des rebelles, habitants du beau Pirin et du Maléch boisé.
Bien que d'origines, d'âges et de classes différentes, la pension nous avait émancipés et nous, les pensionnaires, formions une grande famille dans laquelle la relation était pure et fraternelle. Les camarades m'ont accordé une attention particulière, c'était évident, car j'arrivais de Bulgarie libre. Quant à la création de cet esprit d'amour et d'harmonie, d'unanimité et de fraternité, tout cela était dû exclusivement à nos professeurs de l'époque, qui étaient non seulement d'excellents pédagogues, mais aussi des perdsonnalités publiques et des patriotes irremplaçables. Nos professeurs étaient alors N.A. Natchev (bg), le poète Konstantin Velitchkov (bg), le philologue Dimităr Matov (bg), alors professeur à l'université de Sofia, le vétéran Grigor Părlitchev (bg), compagnon des frères Miladinov et marié à Athènes, le poète, géographe Vassil Kăntchov (bg), l'irremplaçable mathématicien Blagoy Dimitrov (bg), le strict mais juste Dimităr Hadji Ivanov (bg), le fascinant historien Statnikov (bg) et bien d'autres.
Je me souviens avec quel zèle, avec quel enthousiasme et avec quelle curiosité les élèves avalaient la parole vive de nos chers professeurs, et combien nous vénérions leur impeccable activité patriotique à l'extérieur et à l'intérieur de l'école. Je peux dire en toute sécurité que nos professeurs ont enflammé nos cœurs, exalté nos âmes et qu'ils ont été les premiers à révolutionner nos esprits et nos concepts. Grâce à eux, nous sommes tombés amoureux de notre peuple et du foyer paternel.
A cette époque, il y avait plusieurs groupes d'étudiants dans la pension avec des nuances différentes : littéraire, philosophique et rebelle (révolutionnaire). Ce dernier groupe était le plus petit. Il comprenait Dimităr Atanassov Doumbalakov (bg) du village de Suho et Lazar Madjarov (bg) du village de Visoka ; Gotsé Deltchev de Koukouch ; Ivan Pojarliev et Dimităr Lechnikov (bg) d'Enidje Vardar ; Christo Sarakinov (bg) du village de Sarakinovo (Măglen) ; Radomir Dimitrov de Voden ; Boris Sarafov (bg) du village de Libyahovo (bg) (Nevrokop) ; Stoyan Gueorgiev (bg) de Stroumitsa ; Boris Ivanov de Tcherechnitsa (bg) (Melnik) ; Petăr Kitanov (bg) du village de Lechko (bg) (Gorna Djoumaya) ; Todor Saev (bg) du village de Belitsa et Dimităr Lazarov (bg) du village de Bansko (Razlog) ; Yanaki Iliev (bg) du village de Vatacha (Tikvech) ; Christo Stoyanov (bg) et Christo Nikov de Mărzentsi, (Guevgueliya) ; Dimităr Pajev (bg) de Bitola ; Filiptchev (bg) d'Ohrid ; Boyan Atchkov (bg), Tane Mourdjev (bg), Panteley Damyan Petrov de Prilep ; Andreya Vesov (bg) et Ilia Levkov (bg) de Vélès ; Boris Danov et Christo Tchemkov (bg) de Chtip ; Avksenti Gueorgiev (bg) de Koumanovo ; Lazar Simitchiev (bg) de Skopje et quelques autres dont j'ai oublié les noms et prénoms. J'ai eu l'honneur d'appartenir à ce cercle.
Et aujourd'hui, 38 ans plus tard, à l'exception de trois ou quatre qui se trouvent être vivants, presque tous les autres sont morts et enterrés, ayant, en divers moments et en différents lieux, perdu leur tête intrépide pour la liberté de la Macédoine esclave. »

Ce cercle était dirigé par Boris Sarafov (bg) et comprenait également Damé Grouev et Boris Drangov (bg).
Ivan Pojarliev rentre en 1891 à l'Université militaire nationale Vasil Levski de Sofia d'où il sort diplômé en 1895.
Il y retrouve ses camarades du lycée de Thessalonique, rentrés un an avant lui,,, Boris Sarafov (bg),, Dimităr Atanassov Doumbalakov (bg), Dimităr Pajev (bg),
ceux rentrés la même année que lui,, Konstantin Kondov (bg), Christo Sarakinov (bg),, Gotsé Deltchev,, Boris Drangov (bg),
ou l'année suivante,, Petăr Dărvingov (bg),
avec lesquels se reconstitue un cercle de révolutionnaires, mis en place par Boris Sarafov qui en prendra la tête, avec Gotsé Deltchev et Boris Drangov.
Ce cercle intègre aussi des cadets de l'Université Vasil Levski venant d'autres lycées, comme Yordan Vénédikov (bg), ou Vladislav Kovatchev (bg),.

### Les mouvements pour la libération de la Macédoine et de la Thrace
Le traité de Berlin en 1878 laissa à l'Empire ottoman le territoire de la Roumélie, comprenant les vilayets du Kosovo, de Monastir, de Salonique et d'Andrinople, c'est-à-dire l'Albanie, la Macédoine et le sud de la Thrace, ces deux dernières régions ayant une importante population bulgarophone.
L'Organisation révolutionnaire intérieure macédono-andrinopolitaine (VMORO), connue également sous le nom d'Organisation révolutionnaire intérieure macédonienne (VMRO), a été fondée en octobre 1893 à Thessalonique (Солун).

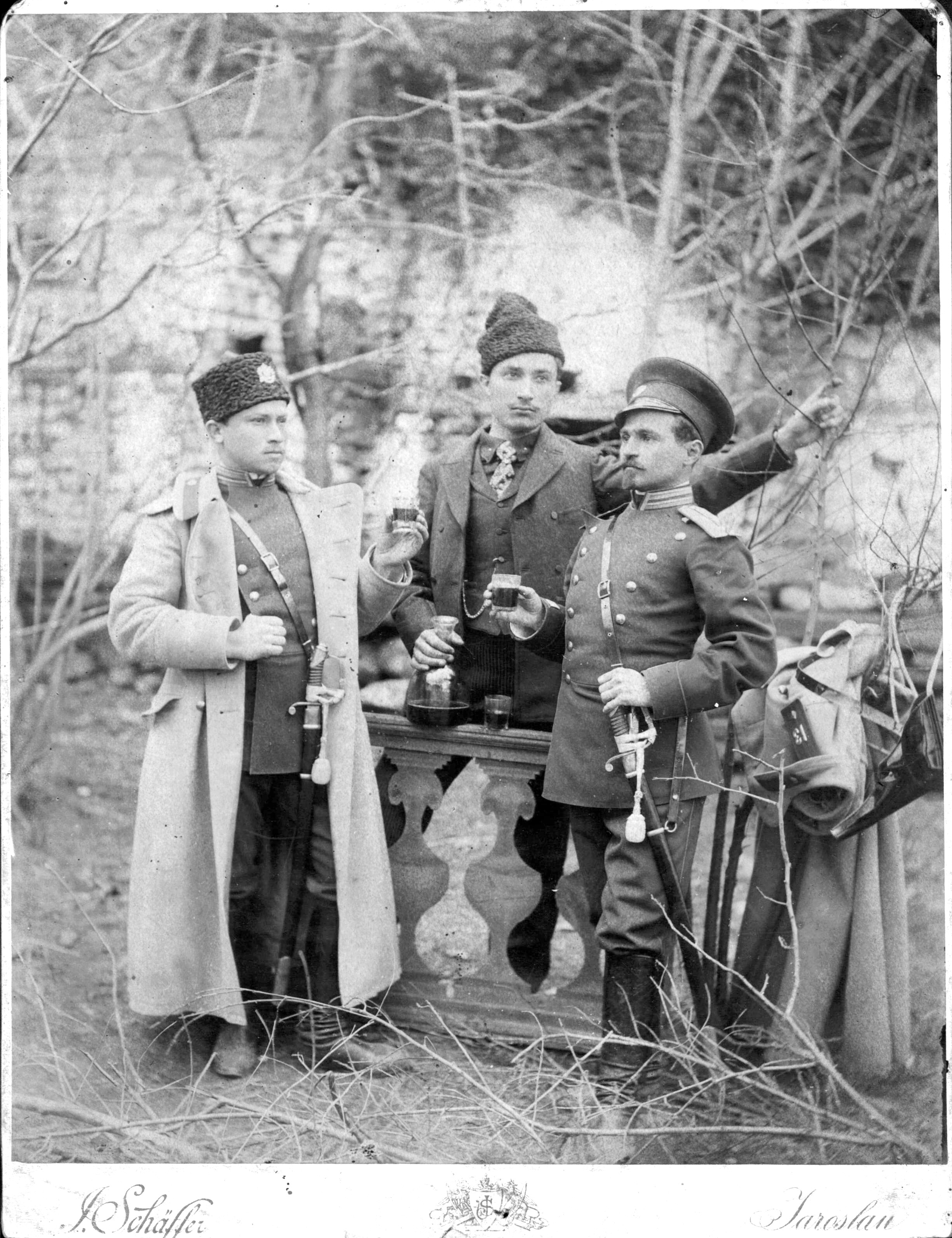
1895 - Doupnitsa
podporoutchik Vladislav [?] Kovatchev
- enseignant au collège de Doupnitsa
podporoutchik Ivan Pojarliev
Bibliothèque nationale de Bulgarie (référence C III 658)

Ivan Pojarliev est nommé sous-lieutenant (podporoutchik) le 1er janvier 1895.
Le Comité macédonien ou Comité suprême macédono-andrinopolitain (en) (VMOK) a été fondé à Sofia en mars 1895.
Ivan Pojarliev participe à l'action révolutionnaire du Comité macédonien (bg), qui eut lieu de juin à août 1895.
Il commande une troupe dans la montagne de Maléchévo, dont faisait partie Manol Karamanov (bg).
Lorsqu'il témoigne pour l'assassinat de Stefan Stambolov (tué le 15 juillet 1895), il déclare qu'il était ce jour-là dans la troupe de Chrăstio Voïvoda (sans doute Chrăstio Bulgarie (bg)) dans la région de Kyoustendil.
Le 23 juillet, la troupe qu'il commande avec Vladislav Kovatchev (bg), dans les montagnes d'Osogovo, rentre en territoire turc, contre l'avis du gouvernement, mais doit battre en retraite et est contraint par l'armée bulgare de se retirer de la région de Kyoustendil.
À la fin de l'été 1895, Ivan Pojarliev est dans une troupe dans la montagne Strandja, près de Malko Tarnovo, avec le capitaine Stoycho Garoufalov (bg), le lieutenant Haralambi Loukov (bg), le lieutenant Anton Bozoukov (bg).
Mais, comme le montre la lettre suivante, ils sont repérés par des espions du gouvernement venus de Bourgas, et doivent rentrer en Bulgarie au bout de trois jours.
À la suite de cette action révolutionnaire le VMOK organisa son deuxième congrès en décembre 1895. Ivan Pojarliev faisait partie des officiers qui y avaient été invités, avec Dimităr Jostov (bg),,,,Vassil Spassov (bg),,Yordan Vénédikov (bg),, Stoytcho Garoufalov (bg), Vladislav Kovatchev (bg), et d'autres, et qui déclinèrent, entre autres, parce qu'ils considéraient comme une trahison la volonté du VMOK de mettre fin à l'agitation révolutionnaire et qu'ils réprouvaient la tendance parmi la majorité des membres du Congrès à exploiter le mouvement macédonien pour atteindre des objectifs personnels et partisans, ce qu'ils jugeaient aller à l'encontre du caractère sacré de la cause.
Cette même année 1895, son frère Thomas Pojarliev (bg) devient membre du VMORO.
En 1896, Guiortché Pétrov, membre du comité central du VMORO,  charge Nikola Zografov (bg), responsable du VMORO à Kyoustendil, de créer parmi les officiers en Bulgarie libre une organisation secrète, dépendant du VMORO, qui en serait un allié sûr, capable de collecter de l'argent et des armes pour elle. C'est le Comité secret révolutionnaire « Travail » (таен революционен комитет (ТРК) « Труд »), créé le 12 octobre 1896. Presque tous les officiers participant à l'action révolutionnaire répondirent avec enthousiasme aux invitations à se joindre au comité,.
Parmi eux, Ivan Pojarliev, alors dans le 23e régiment d'infanterie de Chipka (bg) à Kazanlak, fut un des premiers à répondre à l'appel. Dans sa réponse du 31 octobre 1896. il remercia pour cette confiance. Il ne doute pas que la voie choisie est la bonne et se dit prêt à tous les sacrifices pour la cause, tout en critiquant les faux patriotes, hypocrites, avides d'argent et d'honneurs.

« Frères,
Je vous remercie infiniment pour cet honneur. Je ne trouve pas de mots pour décrire la joie qu'a provoquée votre invitation à l'organisation d'un comité secret. C'est ce qu'il fallait faire. Si nous avions commencé à travailler de cette manière immédiatement après l'arrêt de l'insurrection, nous n'aurions pas atteint ces tristes résultats et ne serions pas devenu la risée du peuple, mais nous serions devenus une terrible force secrète,
qui aurait fait trembler non seulement les Turcs mais n'importe qui qui aurait eu affaire à nous.
Quoi qu'il en soit, ne pleurons pas sur le passé, mais regardons l'avenir ; jetons un voile noir sur le passé et oublions les évènements et les personnes qui ont déshonoré la cause. La génération future est le juge le plus juste. Qu'elle récompense chacun selon ses mérites. Laissons les avides d'argent et de fauteuils de président faire des élections et des partages de la Macédoine. Laissons-les faire cela. Il faut qu'ils s'exercent à ce métier parce qu'à l'avenir ils en auront besoin. Restons plus loin de ces misères. Nous ne mènerons pas une telle lutte car elle demande d'être sournois, hypocrites, etc ..., traits de caractère que nous ne possédons pas
et que de toutes façons nous ne devons pas posséder. 
Le vrai patriote ne veut pas savoir qui va gagner les lauriers mais comment libérer cette malheureuse patrie qui afflige son cœur. Tels nous devons être nous aussi.
Tout un chacun qui combat pour cette idée sacrée - la libération de la Macédoine - doit avant tout écrire sur son drapeau : inquiétude, privations de tout, faim, froid, fatigue, etc.., et enfin la mort. Ce sont ses récompenses. S'il reste en vie pour voir sa patrie libérée il recevra ces mêmes récompenses et peut-être l'infamante corde de la potence, jetée sur son cou par quelque juge ou ministre qui est actuellement un espion turc.
Oui ! Tel est le monde ! Chacun connait cela parce que devant nos yeux, nous avons aujourd'hui des exemples. Mais pour le vrai patriote ces privations sont la vraie récompense car, plus grandes sont les souffrances, 
plus grand est le plaisir avec lequel il travaille et acquiert davantage de courage. Et vraiment, quel serait le prix de notre patriotisme si nous buvions notre thé dans notre chambre en demandant aux Turcs de quitter la Macédoine, et qu'ils la quittaient ? Dans ce cas le dernier des misérables serait le plus grand héros et patriote. [...] »

Mais il est terriblement déçu par la réaction des officiers, lieutenants et sous-lieutenants, qu'il a interrogés. Cela ne l'empêche pas de renouveler sa détermination sans failles. Il demande à être membre.
Mais le Comité secret révolutionnaire manque de moyens et les ressources exceptionnelles, comme les 400 cartouches Manlicher offertes par Ivan Pojarliev, sont rares. Le Comité cesse d'exister en octobre 1897. Lui succèderont les confréries de libération bulgare (bg) communément appelées confréries des officiers secrets, qui joueront un rôle important jusqu'en 1901, en appui au VMORO et au VMOK.
Le 11 décembre 1896, lorsque Ivan Pojarliev témoigne pour l'assassinat de Stefan Stambolov, il déclare avoir 28 ans et habiter Kazanlak.
Quand, à la fin des années 1890, le VMOK se divise en deux ailes, l'une, avec les anarchistes et les partisans de Boris Sarafov (bg), et de synergies avec le VMORO (« étatistes » ou « centralistes »),
l'autre, celle d'Ivan Tsontchev, qui bénéficie du soutien du prince de Bulgarie Ferdinand Ier (« suprémistes » ou « varhovistes »), il se range du côté de la deuxième.
Ivan Pojarliev est nommé lieutenant (poroutchik) le 15 novembre 1900.

### Lettre à Gotsé Deltchev
Le 9 avril 1902, il écrit à Gotsé Deltchev,, depuis Kazanlak, :
| Lettre d'Ivan Pojarliev à Gotsé Deltchev, 9 avril 1902. Archives centrales de l'Etat (Централен държавен архив) Fond (Фонд) N° 1938К, Inventaire (Инвентарен опис) N° 2, cote (Архивна единица) N° 48 |

« Deltchev,
Isolé ici dans le lointain Kazanlak, je ne peux rien apprendre de la cause macédonienne qui, sans aucun doute en tant que fils de ce pays, m'intéresse beaucoup. De tout ce qui a été écrit jusqu'ici sur la cause dans les différents journaux, on ne peut s'empêcher de s'indigner et de regretter, ou plutôt de pleurer, sur le triste état dans lequel la cause a été amenée. De temps en temps des camarades passent ici comme des météores et me racontent des choses très étonnantes. Je n'ai rien pu entendre de positif sur la cause, seulement « vols », « écarts par rapport aux directives du comité actuel », « interne », « externe », « zones neutres », « dictats », « entourage royal », « désunion », « congrès extraordinaires », etc., et ces querelles n'ont pas lieu entre étrangers, mais entre ceux qui se sont battus côte à côte et qui sont sincèrement attachés à la cause.
En regardant tout cela, on se demande comment jusqu'à présent personne ne s'est trouvé pour mettre un terme à tout cela. Certains sont-ils vraiment des traîtres et d'autres de vrais combattants, pour qu'il y ait une telle inimitié ? À mon avis, il n'y a pas ici de traîtres, mais des affrontements d'opinions et une confusion de l'intérêt de la cause avec des ambitions privées. N'est-il pas possible de choisir quelque chose de moyen et d'utile parmi tous les avis et de satisfaire tout le monde. N'y a-t-il pas en chacun une conscience que ces ambitions doivent être mises de côté et que nous devons tous nous donner la  main pour travailler ensemble ? Allons-nous encore user nos forces en autodestruction aux dépens de l'esclave? Pourquoi l'idée que nous commettons un crime et un grand péché avec notre comportement aujourd'hui, ne nous réunit-elle pas ? Qui est coupable de cet état de fait, je ne sais pas, car je n'ai pas de lumières sur tout et j'aurais tort de désigner des individus, mais quel que soit le coupable, nous avons besoin de solidarité, de concessions sacrées et d'affection, si nous voulons réussir la grande mission à laquelle nous nous sommes attelés.
Nous sommes tous coupables devant l'esclave, car nous ne voulons pas nous réconcilier et nous donner la main. Deltchev, allons-nous encore gaspiller nos forces ? N'y a-t-il pas une force puissante qui peut unir tout le monde et mettre fin à tout ? Oui, il y a une force qui mettra fin à tout dans ce monde, et c'est la « concorde ». Donnez vous tous la main et ne perdez pas de temps. Nous sommes tous fils de cette Macédoine et notre devoir envers elle est le même pour nous tous. Alors pourquoi cette persécution et cette inimitié ?
Cela suffit, parce que je suis pressé. J'espère que tu m'écriras quelque chose sur nos affaires.
[...]
Gotsé Takedjiev,est venu et m'a donné des détails sur la cause. Je ne sais pas ce qui est vrai et où cela nous mènera.
Où est Guiortcheto,,? Embrasse-le. J'ai entendu des choses désagréables, aussi à son sujet. Que le diable nous emporte tous. Qui sait qui a raison, qui a tort. À nous les mortels il ne nous reste plus qu'à hausser les épaules et à nous étonner de tout ce qui se passe autour de nous.
Salutations à tous
Salutations, ton Pojarliev »

### Insurrections
À la mi-1902, Ivan Pojarliev rejoint avec d'autres troupes suprémistes le district révolutionnaire de Thessalonique (bg), qui était un des sept districts du VMORO créés lors du
congrès de 1896 (bg) : troupes de
Anastase Yankov (bg),
Thomas Pojarliev (bg),
Athanase Ordjanov (bg),
Ivan Karasouliata (bg)
et d'autres.
À l'automne 1902, il participe à l’insurrection de Gorna Djoumaya (bg)
(aujourd'hui Blagoevgrad) organisé par l'aile d'Ivan Tsontchev du Comité suprême, mais sans le consentement du prince Ferdinand Ier, du gouvernement bulgare et du VMORO.
Pour sensibiliser à cette insurrection, plusieurs dizaines de groupes ont été envoyés à l'intérieur de la Macédoine :
Evanguelos Ivanov (bg) à Măglen (aujourd'hui Almopie en Grèce),
Thomas Pojarliev (bg) à Voden (aujourd'hui Édessa en Grèce),
Ivan Karasouliata (bg) à Guevgueliya,
Athanase Ordjanov (bg) à Enidje Vardar (aujourd'hui Giannitsá en Grèce),
Anastase Yankov (bg) à Kostour (aujourd'hui Kastoria en Grèce),
...
Les troupes suprémistes se trouvent opposées à des troupes du VMORO,
en particulier celle de Christo Tchernopeev (bg)
qui cherche à repousser l'impact du Comité suprême, ou Dimităr Zanechev (bg) qui s'est opposé à Thomas Pojarliev (bg) dans les villages de Touchim (aujourd'hui Aetochóri en Grèce), où Evanguelos Ivanov (bg) tue le collecteur d’impôts et les deux gardes qui l'accompagnent, et Sborsko (bg).
L’insurrection est un échec.
Lors de cette insurrection, Thomas Pojarliev (bg) rencontre à Severiani (aujourd'hui Voreino (el) en Grèce), Athanase Mourdjev (bg), qui le persuade avec succès de rejoindre le VMORO, et avec lequel il participera en août 1903 à l'Insurrection d'Ilinden–Préobrajénié, c'est-à-dire de la Saint-Elie (20 juillet julien) et de la transfiguration (6 août julien).
L'échec de l'insurrection de Gorna Djoumaya et les représailles qui ont suivi ont été mal perçues par l'opinion publique bulgare. Le VMOK a été interdit par le gouvernement bulgare le 30 janvier 1903 et dissout en octobre 1905. Certains membres rejoignirent le VMORO, d'autres l'union des organisations d'émigrants macédoniens (bg),
dans laquelle on retrouve Ivan Pojarliev en 1941.
Ivan Pojarliev est nommé capitaine (kapitan) le 1er janvier 1905.

## Mariage
Il se marie à une date indéterminée avec Elena Ephremova Petchenikova (fille d'un tisserand de Chtip, née le 15 août 1881), avec laquelle il a 3 fils, dans l'ordre Guéorgui né en 1901 (qui devint violoniste puis chimiste)
,, Alexander (qui devint économiste), et Assen né le 13 octobre 1906 (qui devint avocat).
Son épouse est la tante maternelle de Alexander Balabanov (bg), célèbre journaliste, traducteur et professeur bulgare, auquel le VMRO confia des missions dans les capitales européennes pour alerter, entre 1913 et 1918, sur la situation des Bulgares de Macédoine sous domination serbe et grecque.

## Carrière dans l'armée

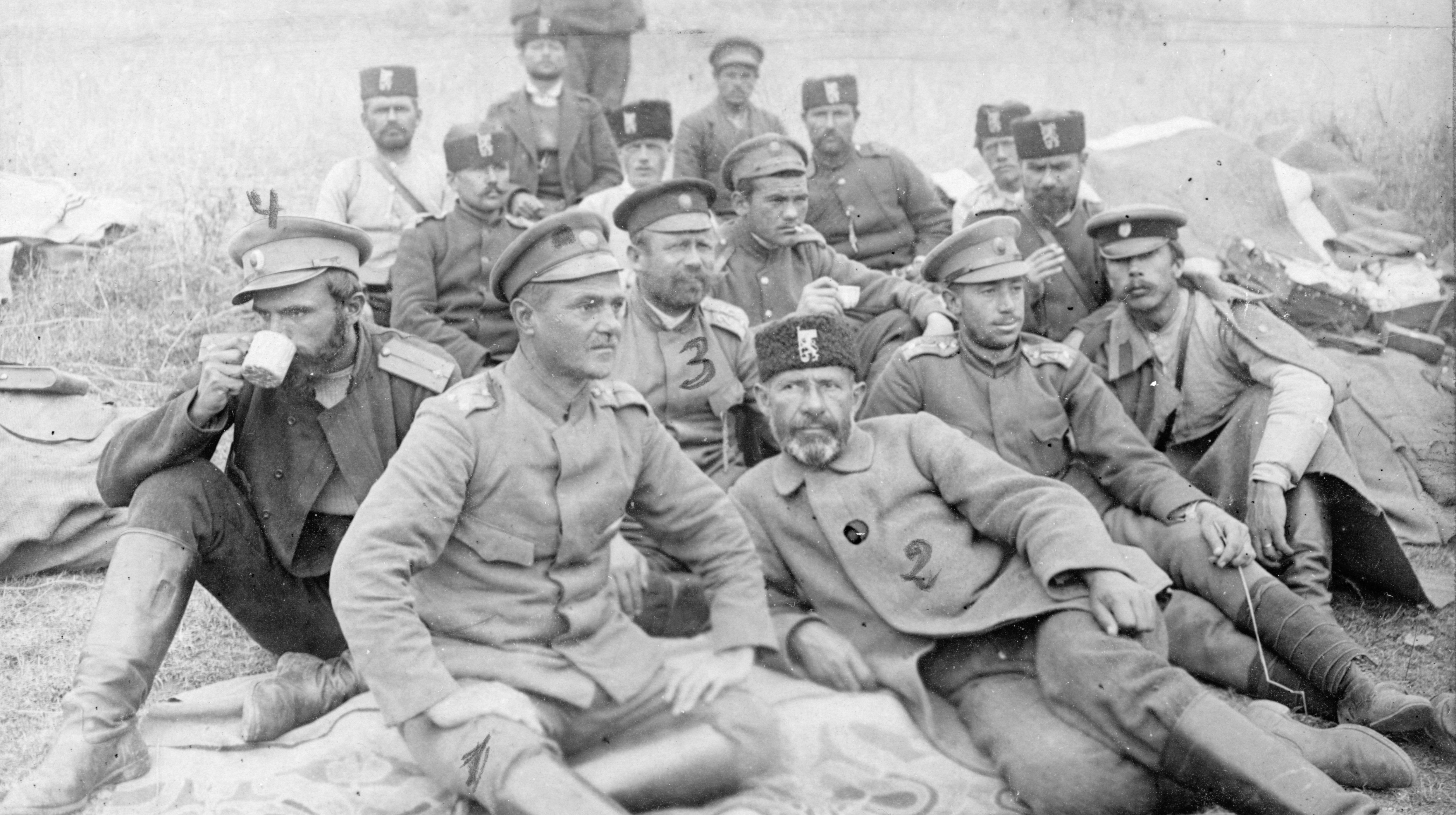
Deuxième bataillon de Skopje
1. Ivan Pojarliev
2. Tsonev, intendant
3. Marinkov, commandant de compagnie (sous-lieutenant (mladchi lejtenant)),
4. Pouchkarov, commandant de compagnie (sous-lieutenant (mladchi lejtenant)),
Près du village de Tanos, dans la région de la mer Egée (probablement Agios Athanasios)

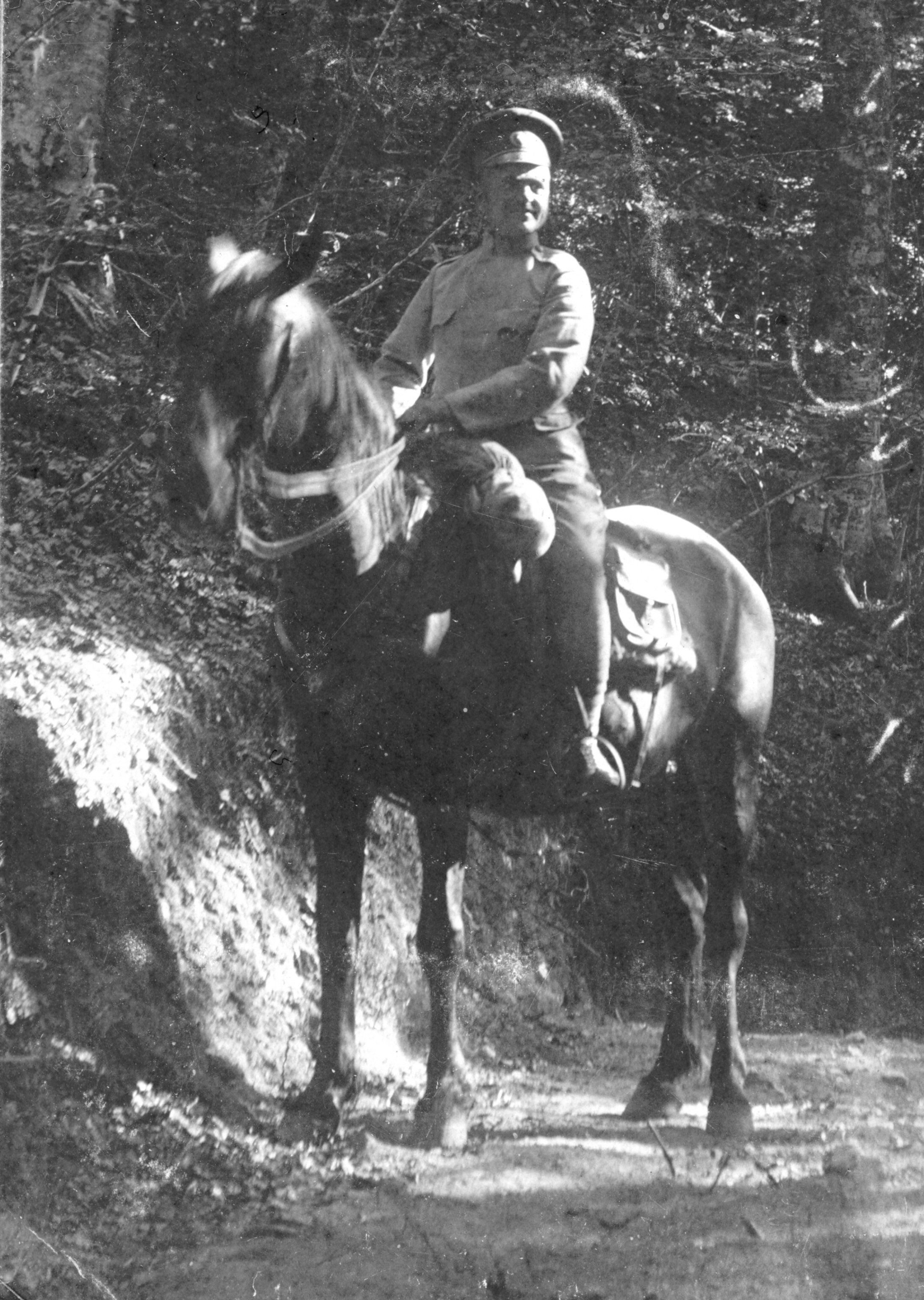
7 juillet 1916

### Carrière diplomatique
En 1897 un accord est trouvé entre la Bulgarie et l'Empire Ottoman pour l'ouverture 
d'agences commerciales (bg) :
agence de Thessalonique (bg) (Солун, en turc : Selanik),
agence de Skopje (bg) (en turc, Uskub),
agence de Bitola (bg) (en turc, Manastir),
agence de Serrès (bg),
agences d'Andrinople (Одрин), Alexandroúpoli (en turc, Dedeagatch) et Istamboul (Цариград).
Ces agences exerçaient des fonctions consulaires. Elles ont été officiellement transformées en consulats après l'indépendance de la Bulgarie en 1908, et fermées après la déclaration de la première guerre balkanique en 1912.
Ces agences servaient de couverture à un « deuxième secrétaire », qui était un officier de l'armée bulgare faisant du renseignement militaire dans l'Empire Ottoman,.
En novembre 1907, Ivan Pojarliev est deuxième secrétaire dans l'agence de Skopje. 
Il a été nommé à ce poste bien qu'en général on évitait d'y placer des personnes compromises devant les autorités turques, ce qui était le cas en l'occurrence puisque Ivan Pojarliev avait été membre d'une troupe en Macédoine, et que ce fait était connu de Hüseyin Hilmi Pacha, l'inspecteur-général des vilayets de Roumélie,.

### Guerres balkaniques
Au début de la première guerre balkanique, en septembre 1912, il est attaché au Bureau des Opérations de l'État-Major de l'armée de campagne 
Puis, il est chef du deuxième bataillon de Skopje, de la première brigade
du corps des volontaires macédono-andrinopolitains (en),
à partir du 21 janvier 1913,.
À cette époque, il est chevalier de l'ordre « Pour le courage » (За храброст).
Le commandant de compagnie Nicolas Pouchkarov, qui a été victime du choléra, a été remplacé par Athanase Dioulguérov (bg)
Ivan Pojarliev est nommé commandant (maïor) le 14 juillet 1913.

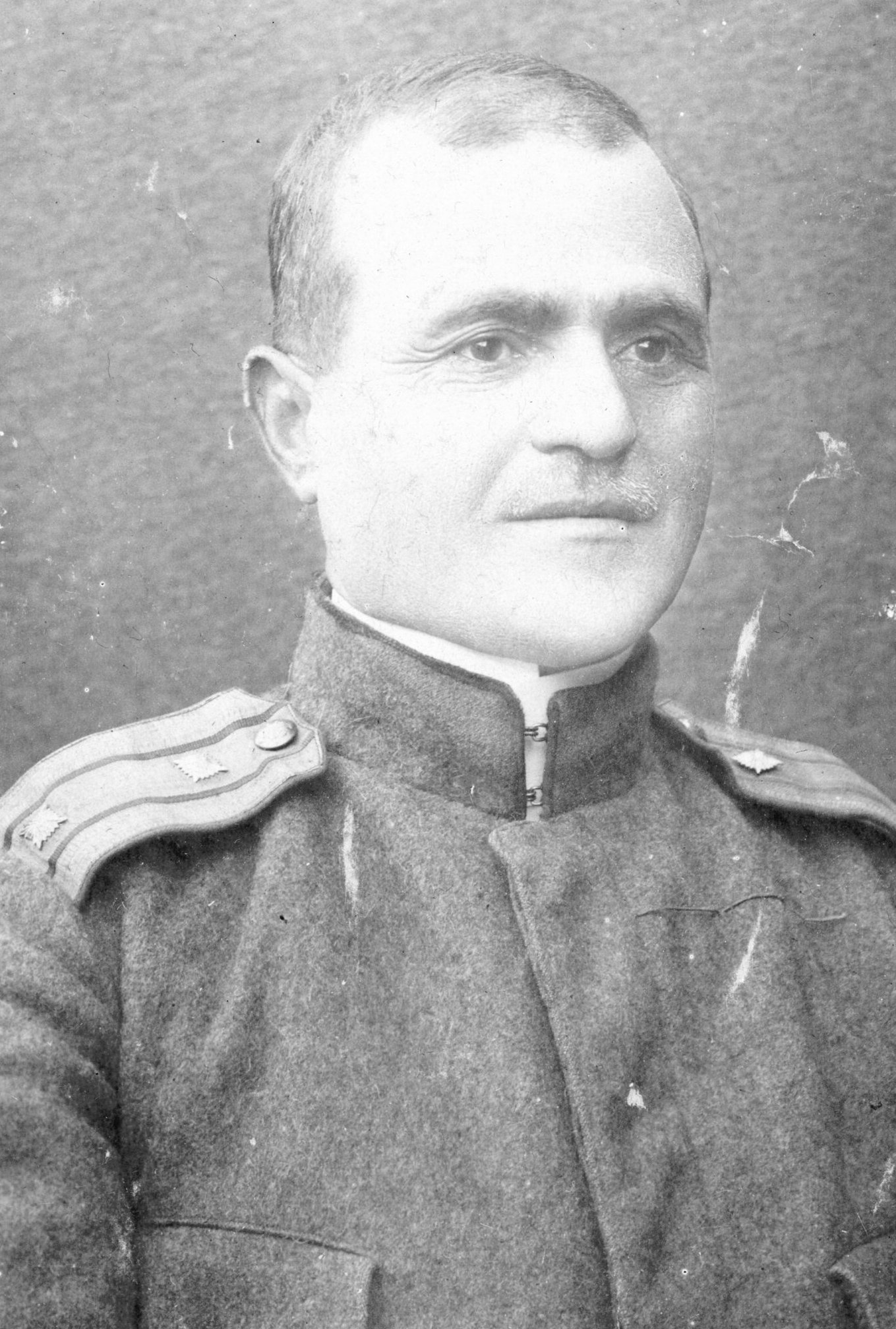
En uniforme de lieutenant-colonel (podpolkovnik)

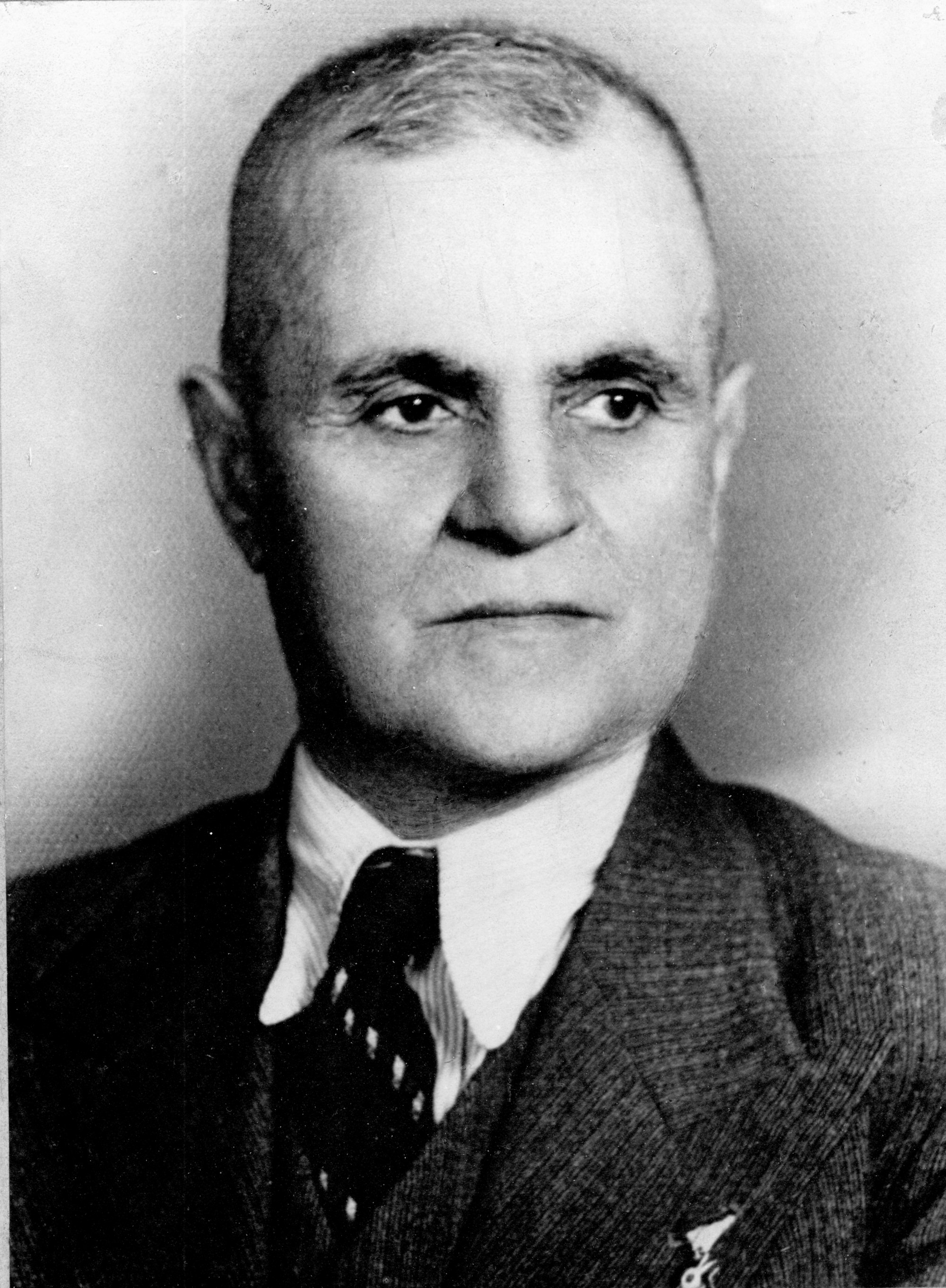

### Première Guerre mondiale
Au cours de la Première Guerre mondiale il combat dans les 23e, 16e et 14e régiments d'infanterie,
puis est commandant de bataillon dans le 63e régiment d'infanterie.
de la onzième division (bg),, qui a pris la suite du corps des volontaires macédono-andrinopolitains (en).
Ivan Pojarliev est nommé lieutenant-colonel (podpolkovnik) en 1916.
Il est démobilisé en 1918.

### Ministère de la Défense
Après la guerre, il a occupé régulièrement plusieurs postes de direction dans le ministère bulgare de la Défense (en) jusqu'à sa retraite.
En 1941, en tant que président de la Fraternité d'Enidje Vardar (bg),
affiliée à l'union des organisations d'émigrants macédoniens (bg),
il signe l'appel de l'Union des fraternités culturelles, éducatives et caritatives macédoniennes (bg) pour le rattachement de la Macédoine du Vardar à la Bulgarie.
Il meurt le 16 août 1943 à Sofia. Son épouse meurt le 12 septembre 1972 à Sofia.